# Escoltes i Guies de Mallorca
|  | Aquest article tracta dels escoltes laics de Mallorca. Pels escoltes catòlics, vegeu Moviment Escolta i Guiatge de Mallorca. |

Escoltes i Guies de Mallorca és una associació escolta laica de Mallorca. Actualment consta d'un agrupament: l'Agrupament Escolta Nuredduna.
Es formà per una escissió de l'associació escolta Moviment Escolta i Guiatge de Mallorca. Les desavinences tengueren el punt àlgid en la Diada del pensament de 1975. Aquestes sorgiren en diversos àmbits, el més simbòlic dels quals era el tractament de la fe als agrupaments. Alguns dels membres discrepants deixaren l'associació, però no fou fins al curs 1977-1978 que els agrupaments laics foren obligats a deixar els seus locals dependents del Bisbat de Mallorca. Foren acollits a la seu de l'Obra Cultural Balear.
L'entitat es constituí oficialment el 1979 i en fou el seu primer president Josep Quevedo. Paral·lelament nasqué l'escola de formació Centre d'Estudis de l'Esplai, que posteriorment es deslligà de la nova associació escolta. En aquest temps, dels cinc agrupaments que s'escindiren, ja només en quedava un: l'Agrupament Escolta La Soledat. Durant els anys posteriors, nasqueren els dos agrupaments: l'Agrupament Escolta Gabriel Alomar i Villalonga, amb la seva seu a Palma i que es traslladà posteriorment a Establiments i l'Agrupament Escolta Nuredduna, de Palmanyola, que actualment és l'únic que segueix actiu.
L'associació organitzà l'arribada de la flama de la llengua a Mallorca entre els anys 1981 i 1986. Durant els anys 90, formà part d'ESLAK, la Coordinadora d'associacions laiques d'escoltisme, juntament amb altres associacions escoltes laiques de Catalunya (Escoltes Catalans), Euskadi i Galícia. El 1995 ingressà a la Federació Espanyola de Guiatge, a través de la qual és reconeguda internacionalment.